# サッカークロアチア代表
サッカークロアチア代表（サッカークロアチアだいひょう、クロアチア語: Hrvatska nogometna reprezentacija）は、クロアチアサッカー連盟（HNS）によって編成されるクロアチアのサッカーのナショナルチームである。
愛称のヴァトレニは、クロアチア語で炎の男の意味。ユニフォームはクロアチアの国旗・国章に使用されている紅白の市松模様を基調とする。

## 歴史

### 前史
クロアチアはナチス・ドイツの支援の下、1939年から1945年にかけてクロアチア独立国としてユーゴスラビア王国を解体し独立した政権を樹立していた。1940年4月2日にザグレブでスイスと対戦し、4-0で勝利したという記録が残っている。
クロアチアはこの後、ドイツ、イタリア、ハンガリー、ルーマニア、独立スロバキアなどヨーロッパの枢軸国若しくはその傀儡国家と親善試合を行っており、1944年までその数は19を数える。また、ユーゴスラビア成立後の1956年にクロアチア選抜が結成された記録が残っている。

### 代表チームの結成
クロアチアは、1991年にユーゴスラビア連邦から離脱する以前はユーゴスラビア連邦の一共和国であり、ナショナルチームはユーゴスラビア代表に属していた。ただし、ユーゴスラビア代表は1980年代中頃からチームとして崩壊に向かっており、クロアチア出身の選手に対してユーゴスラビア代表に加わらないよう政治的圧力がかけられる事がしばしばあった。
こうした状況の中で1990年イタリアW杯直後にクロアチア代表が編成され、首都ザグレブにアメリカ代表を招いてクロアチア代表初となる国際試合が開かれた。この時点でクロアチアは独立していなかったが、連邦からの離脱はほぼ既定路線であった。翌年6月にクロアチアはスロベニアと共にユーゴスラビアから独立するが、ワールドカップ終了後に始まったUEFA EURO '92の予選にはクロアチア、スロベニア出身の選手は参加していなかった。独立して初のビッグトーナメント参加となったUEFA EURO '96では予選でイタリアを1勝1分で凌ぐなど健闘し1位突破を果たすと、本大会でも8強入りを果たした。
特筆すべきは、1998年フランスW杯での活躍である。欧州予選ではグループ最終戦の開始時点で自力でのプレーオフ進出すら不可能な状況に追い込まれたが、アウェイでスロベニアに勝利する。同時進行のアテネでのギリシャ対デンマークはギリシャが勝利すれば同国が1位突破し、デンマークがプレーオフに回るという試合だったが、0-0の引分に終わったため、デンマークが1位突破を決め、ギリシャが3位で敗退しプレーオフ進出が転がり込んだ。そこでもウクライナを2試合合計3-1で破り、FIFAワールドカップ初出場を決めた。
本大会ではグループリーグでアルゼンチン以外の日本、ジャマイカと共に3チームがワールドカップ初出場と言う特異なグループに入るが、アルゼンチンには敗れたものの、ジャマイカ、日本を破り2位でグループリーグを通過、決勝トーナメントに進出した。決勝トーナメントでは1回戦でルーマニアを破り、1996年の欧州選手権と同じくドイツとの対戦となった準々決勝でも3-0と圧勝した。準決勝でこの大会の優勝国となるフランスと対戦。1-2で逆転負けしたものの、3位決定戦ではオランダを2-1で破って3位入りを果たした。この大会で6点を挙げたダヴォール・シューケルが得点王に輝いた。
2002年日韓W杯以降はチームの高齢化などによってしばらく停滞していた時期もあったが、ルカ・モドリッチ、マリオ・マンジュキッチ、イヴァン・ラキティッチ、ニコ・クラニチャール、エドゥアルド・ダ・シルバら次世代の若手選手が台頭した。EURO2008・予選ではホームとアウェーでイングランドに2連勝し、本戦ではドイツに勝ち決勝トーナメントに進出。準々決勝のトルコ戦は延長終了間際に先制したが直後に追いつかれ、大会無敗のままPK戦で涙をのんだ。その後のFIFAランキングは急上昇し、最高で5位まで上がっている。
2010年南アフリカW杯ヨーロッパ予選は主力選手の怪我やイングランド、ウクライナ等の強豪国と同グループになったことから予選3位で終わり、初の予選敗退を喫した。3大会連続出場となったUEFA EURO 2012ではグループリーグで敗退した。
2014FIFAワールドカップ予選ではグループ2位でプレーオフに進出し、アイスランドを1勝1分で破り2大会ぶりの本大会出場を決めた。2014 FIFAワールドカップ本大会ではカメルーンには勝利したものの、ブラジルとメキシコに敗れグループリーグ敗退となった。4大会連続出場となったUEFA EURO 2016ではグループリーグでスペインに勝利し首位通過でベスト16へと進出したが、ポルトガルと対戦して敗れた。

### 2018年ロシアW杯

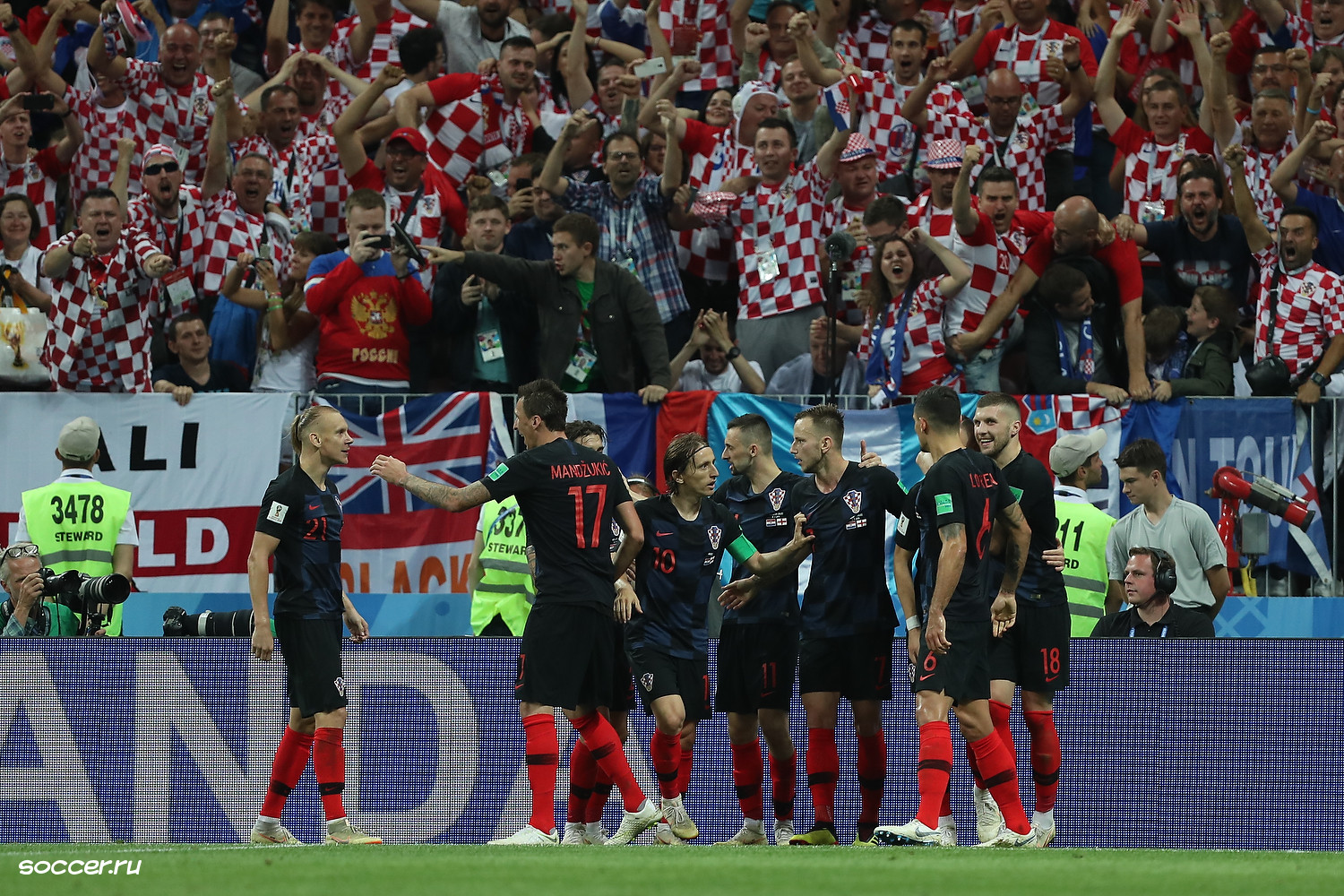
2018年ロシアW杯・準決勝でのクロアチア代表とサポーター

2018 FIFAワールドカップ・ヨーロッパ予選では予選敗退の危機に就任したズラトコ・ダリッチ監督がチームを再生させ、プレーオフでギリシャを破り本大会出場を決めた。本大会ではアルゼンチンに3-0で快勝するなど、3戦全勝でグループDを首位で通過した。決勝トーナメントは1回戦のデンマーク、準々決勝のロシア、準決勝のイングランド戦といずれも先制されながら同点に追いつき、3戦連続延長戦（うち2戦がPK戦決着）を勝ち抜いて旧ユーゴスラビアから通しても初めての決勝進出を果たした。
決勝戦は20年前の準決勝で敗れたフランスと対戦し、再び2-4で敗れたもののワールドカップ準優勝という成績を残した。なお、この試合でフランスの先制点となったマリオ・マンジュキッチのオウンゴールは、ワールドカップ・決勝戦史上初のオウンゴール、かつワールドカップ 史上初の双方シュート0本で得点が決まった事例であった。大会終了後、キャプテンとしてチームを牽引してきたモドリッチがゴールデンボール（最優秀選手）を獲得している。

### 2022年カタールW杯
2022 FIFAワールドカップではグループFに入り、モロッコ、カナダ、前回大会3位のベルギーと同じ組に入った。初戦のモロッコ戦では前半こそビルドアップを活性化させ、チャンスも作りながらボールを支配して試合を進めるが、後半は相手の積極的なプレスに苦しみ、チャンスをほとんど作れないままスコアレスで初戦は勝点1を得るにとどまる。第2戦のカナダ戦は試合開始わずか2分でアルフォンソ・デイヴィスに先制ゴールを奪われたが、前半のうちに逆転し最終的に4-1で勝利した。第3戦は前回大会3位のベルギーと対戦。開始から試合の主導権を握り、サイド攻撃を中心にチャンスを創出。ボール非保持の際は前からの守備と自陣で中央を固めるディフェンスを使い分けてゲームを進め、スコアレスで前半を終える。だが後半に入るとベルギーのエース・ロメル・ルカクが後半の頭に投入されたことで攻め込まれ続ける展開に。それでも相手の猛攻を最後まで耐え凌ぎ1勝2分の2位でグループリーグを2位で通過した。
決勝トーナメント1回戦では初の8強入りを狙う日本と対戦。開始からボールを保持し続け決定的なシーンを何度も作り続けるが、権田修一を中心としたディフェンス陣に苦しみ得点を奪えない。前半終了間際にはCKの流れから前田大然のゴールで先制点を奪われ1点ビハインドで前半を終える。後半は徐々に相手を押し込む時間を増やし、55分にイヴァン・ペリシッチが同点ゴールを奪う。同点にした後も攻撃陣の勢いは止まらず、逆転弾を目指したものの、90分では逆転弾を奪えずに試合は延長戦へ。その延長戦でも決着はつかずにPK戦にもつれ込む。そのPK戦ではドミニク・リヴァコヴィッチが3本のシュートを止め、最後は4人目のマリオ・パシャリッチが決めたところで決着がつき、2大会連続の準々決勝進出を決めた。
準々決勝のブラジル戦も90分戦ってスコアレスで延長戦に突入する。延長前半終了間際にネイマールのゴールで先制点を奪われるも、延長後半終了間際にブルーノ・ペトコヴィッチのゴールで同点に追いつき、試合は2試合連続のPK戦へ。そのPK戦では4人全員がPKを成功させると、ブラジルの1人目ロドリゴのPKをドミニク・リヴァコヴィッチが止め、最後は4人目のマルキーニョスのPKがゴール左ポストにはじかれたところで決着がつき、ベスト4入りを果たす。だが、2大会連続の決勝進出がかかった準決勝・アルゼンチン戦ではリオネル・メッシに先制ゴールを奪われるとフリアン・アルバレスにも2ゴールを決められて0-3で敗れ、2大会連続の決勝進出はならなかった。グループリーグ初戦の再戦となった3位決定戦のモロッコ戦では前半にヨシュコ・グヴァルディオルとミスラフ・オルシッチのゴールで2点を奪って2-1で勝利し3位の成績を収めた。

### UEFA EURO 2024
UEFA EURO 2024ではグループBに入り、初戦でスペイン、第2戦でアルバニア、最終戦でイタリアと同居する「死の組」に組み分けされた。初戦でスペインに0-3で敗れると、第2戦のアルバニア戦でも前半11分に先制点を献上し、後半に2点を奪って一時は逆転するも、終了間際にクラウス・ギャスラのゴールで追いつかれて目前で勝点3をとりこぼすこととなった。勝利しなければグループステージ敗退が濃厚となる第3戦のイタリア戦では、55分にルカ・モドリッチのゴールで先制したが、終了間際にマッティア・ザッカーニのゴールで追いつかれ、2試合続けて終了目前で同点にされて3位に転落した。この時点では突破の可能性が僅かに残っていたが、翌日スロベニアがイングランドと引き分けたことで各組3位チームの成績5位以下が確定。正式にグループリーグ敗退が決定した。

## ユニフォームの変遷
| 1996-1997 ホーム | 1998-2000 ホーム | 2002-2004 ホーム | 2004-2006 ホーム | 2006-2008 ホーム | 2008-2010 ホーム | 2010-2012 ホーム | 2012-2014 ホーム |

| 1996-1997 アウェー | 1998-2000 アウェー | 2002-2004 アウェー | 2004-2006 アウェー | 2006-2008 アウェー | 2008-2010 アウェー | 2010-2012 アウェー | 2012-2014 アウェー |  |

## 成績

### FIFAワールドカップ
| FIFAワールドカップ | FIFAワールドカップ                 | FIFAワールドカップ | FIFAワールドカップ | FIFAワールドカップ | FIFAワールドカップ | FIFAワールドカップ | FIFAワールドカップ |            | FIFAワールドカップ・予選 | FIFAワールドカップ・予選 | FIFAワールドカップ・予選 | FIFAワールドカップ・予選 | FIFAワールドカップ・予選 | FIFAワールドカップ・予選 |
| 開催国 / 年        | 成績                               | 試                 | 勝                 | 分                 | 負                 | 得                 | 失                 | 試         | 勝                       | 分                       | 負                       | 得                       | 失                       |                          |
| ------------------ | ---------------------------------- | ------------------ | ------------------ | ------------------ | ------------------ | ------------------ | ------------------ | ---------- | ------------------------ | ------------------------ | ------------------------ | ------------------------ | ------------------------ | ------------------------ |
| 1994               | FIFA未加盟                         | FIFA未加盟         | FIFA未加盟         | FIFA未加盟         | FIFA未加盟         | FIFA未加盟         | FIFA未加盟         | FIFA未加盟 | FIFA未加盟               | FIFA未加盟               | FIFA未加盟               | FIFA未加盟               | FIFA未加盟               |                          |
| 1998               | 3位                                | 7                  | 5                  | 0                  | 2                  | 11                 | 5                  | 10         | 5                        | 4                        | 1                        | 20                       | 13                       |                          |
| 2002               | グループリーグ敗退                 | 3                  | 1                  | 0                  | 2                  | 2                  | 3                  | 8          | 5                        | 3                        | 0                        | 15                       | 2                        |                          |
| 2006               | グループリーグ敗退                 | 3                  | 0                  | 2                  | 1                  | 2                  | 3                  | 10         | 7                        | 3                        | 0                        | 21                       | 5                        |                          |
| 2010               | 予選敗退                           | 予選敗退           | 予選敗退           | 予選敗退           | 予選敗退           | 予選敗退           | 予選敗退           | 10         | 6                        | 2                        | 2                        | 19                       | 13                       |                          |
| 2014               | グループリーグ敗退                 | 3                  | 1                  | 0                  | 2                  | 6                  | 6                  | 12         | 6                        | 3                        | 3                        | 14                       | 9                        |                          |
| 2018               | 準優勝                             | 7                  | 4                  | 2                  | 1                  | 14                 | 9                  | 12         | 7                        | 3                        | 2                        | 19                       | 5                        |                          |
| 2022               | 3位                                | 7                  | 2                  | 4                  | 1                  | 8                  | 7                  | 10         | 7                        | 2                        | 1                        | 21                       | 4                        |                          |
| 通算               | 最高成績 : 準優勝 22大会中/6回出場 | 30                 | 13                 | 8                  | 9                  | 43                 | 33                 | 72         | 43                       | 20                       | 9                        | 129                      | 51                       |                          |

### UEFA欧州選手権
| UEFA欧州選手権 | UEFA欧州選手権                            | UEFA欧州選手権 | UEFA欧州選手権 | UEFA欧州選手権 | UEFA欧州選手権 | UEFA欧州選手権 | UEFA欧州選手権 |    | UEFA欧州選手権 予選 | UEFA欧州選手権 予選 | UEFA欧州選手権 予選 | UEFA欧州選手権 予選 | UEFA欧州選手権 予選 | UEFA欧州選手権 予選 |
| 開催国 / 年    | 成績                                      | 試             | 勝             | 分             | 負             | 得             | 失             | 試 | 勝                  | 分                  | 負                  | 得                  | 失                  |                     |
| -------------- | ----------------------------------------- | -------------- | -------------- | -------------- | -------------- | -------------- | -------------- | -- | ------------------- | ------------------- | ------------------- | ------------------- | ------------------- | ------------------- |
| 1996           | ベスト8                                   | 4              | 2              | 0              | 2              | 5              | 5              | 10 | 7                   | 2                   | 1                   | 22                  | 5                   |                     |
| 2000           | 予選敗退                                  | 予選敗退       | 予選敗退       | 予選敗退       | 予選敗退       | 予選敗退       | 予選敗退       | 8  | 4                   | 3                   | 1                   | 13                  | 9                   |                     |
| 2004           | グループリーグ敗退                        | 3              | 0              | 2              | 1              | 4              | 6              | 10 | 6                   | 2                   | 2                   | 14                  | 5                   |                     |
| 2008           | ベスト8                                   | 4              | 3              | 1              | 0              | 5              | 2              | 12 | 9                   | 2                   | 1                   | 28                  | 8                   |                     |
| 2012           | グループリーグ敗退                        | 3              | 1              | 1              | 1              | 4              | 3              | 12 | 8                   | 2                   | 2                   | 21                  | 7                   |                     |
| 2016           | ベスト16                                  | 4              | 2              | 1              | 1              | 5              | 4              | 10 | 6                   | 3                   | 1                   | 20                  | 5                   |                     |
| 2021           | ベスト16                                  | 4              | 1              | 1              | 2              | 7              | 8              | 8  | 5                   | 2                   | 1                   | 17                  | 7                   |                     |
| 2024           | グループリーグ敗退                        | 3              | 0              | 2              | 1              | 3              | 6              | 8  | 5                   | 1                   | 2                   | 13                  | 4                   |                     |
| 通算           | 最高成績 : ベスト8 (2回) 17大会中/7回出場 | 25             | 9              | 8              | 8              | 33             | 34             | 78 | 50                  | 17                  | 11                  | 148                 | 50                  |                     |

## 歴代監督
- ドラジャン・イェルコヴィッチ 1990-1991
- スタンコ・ポクレポヴィッチ（英語版） 1992
- ヴラトコ・マルコヴィッチ（英語版） 1993
- ミロスラヴ・ブラジェヴィッチ 1994-2000
- ミルコ・ヨジッチ 2000-2002
- オットー・バリッチ（英語版） 2002-2004
- ズラトコ・クラニチャール 2004-2006
- スラベン・ビリッチ 2006-2012
- イゴール・シュティマツ 2012-2013
- ニコ・コヴァチ 2013-2015
- アンテ・チャチッチ（英語版） 2015-2017
- ズラトコ・ダリッチ 2017-

## 現招集メンバー
2022年11月9日、2022 FIFAワールドカップに臨むクロアチア代表のメンバー26人が発表された。
| No. | Pos. | 選手名                       | 原語表記          | 生年月日（年齢）       | 出場数 | 在籍クラブ                   |
| --- | ---- | ---------------------------- | ----------------- | ---------------------- | ------ | ---------------------------- |
| 1   | GK   | ドミニク・リヴァコヴィッチ   | Dominik Livaković | 1995年1月9日（27歳）   | 34     | ディナモ・ザグレブ           |
| 2   | DF   | ヨシプ・スタニシッチ         | Josip Stanišić    | 2000年4月2日（22歳）   | 7      | バイエルン・ミュンヘン       |
| 3   | DF   | ボルナ・バリシッチ           | Borna Barišić     | 1992年11月10日（30歳） | 28     | レンジャーズ                 |
| 4   | FW   | イヴァン・ペリシッチ         | Ivan Perišić      | 1989年2月2日（33歳）   | 116    | トッテナム・ホットスパー     |
| 5   | DF   | マルティン・エルリッチ       | Martin Erlić      | 1998年1月24日（24歳）  | 4      | サッスオーロ                 |
| 6   | DF   | デヤン・ロヴレン             | Dejan Lovren      | 1989年7月5日（33歳）   | 72     | ゼニト・サンクトペテルブルク |
| 7   | MF   | ロヴロ・マイェル             | Lovro Majer       | 1998年1月17日（24歳）  | 11     | レンヌ                       |
| 8   | MF   | マテオ・コヴァチッチ         | Mateo Kovačić     | 1994年5月6日（28歳）   | 84     | チェルシー                   |
| 9   | FW   | アンドレイ・クラマリッチ     | Andrej Kramarić   | 1991年6月19日（31歳）  | 74     | ホッフェンハイム             |
| 10  | MF   | ルカ・モドリッチ             | Luka Modrić       | 1985年9月9日（37歳）   | 155    | レアル・マドリード           |
| 11  | MF   | マルセロ・ブロゾヴィッチ     | Marcelo Brozović  | 1992年11月16日（30歳） | 77     | インテル                     |
| 12  | GK   | イヴォ・グルビッチ           | Ivo Grbić         | 1996年1月18日（26歳）  | 2      | アトレティコ・マドリード     |
| 13  | MF   | ニコラ・ヴラシッチ           | Nikola Vlašić     | 1997年10月4日（25歳）  | 42     | トリノ                       |
| 14  | FW   | マルコ・リヴァヤ             | Marko Livaja      | 1993年8月26日（29歳）  | 14     | ハイドゥク・スプリト         |
| 15  | MF   | マリオ・パシャリッチ         | Mario Pašalić     | 1995年2月9日（27歳）   | 43     | アタランタ                   |
| 16  | FW   | ブルーノ・ペトコヴィッチ     | Bruno Petković    | 1994年9月16日（28歳）  | 23     | ディナモ・ザグレブ           |
| 17  | FW   | アンテ・ブディミル           | Ante Budimir      | 1991年7月22日（31歳）  | 15     | オサスナ                     |
| 18  | FW   | ミスラヴ・オルシッチ         | Mislav Oršić      | 1992年12月29日（29歳） | 21     | ディナモ・ザグレブ           |
| 19  | DF   | ボルナ・ソサ                 | Borna Sosa        | 1998年1月21日（24歳）  | 8      | シュトゥットガルト           |
| 20  | DF   | ヨシュコ・グヴァルディオール | Joško Gvardiol    | 2002年1月23日（20歳）  | 12     | ライプツィヒ                 |
| 21  | DF   | ドマゴイ・ヴィダ             | Domagoj Vida      | 1989年4月29日（33歳）  | 100    | AEKアテネ                    |
| 22  | DF   | ヨシプ・ユラノヴィッチ       | Josip Juranović   | 1995年8月16日（27歳）  | 21     | セルティック                 |
| 23  | GK   | イヴィツァ・イヴシッチ       | Ivica Ivušić      | 1995年2月1日（27歳）   | 5      | オシエク                     |
| 24  | DF   | ヨシプ・シュタロ             | Josip Šutalo      | 2000年2月28日（22歳）  | 3      | ディナモ・ザグレブ           |
| 25  | MF   | ルカ・スチッチ               | Luka Sučić        | 2002年9月8日（20歳）   | 4      | ザルツブルク                 |
| 26  | MF   | クリスティヤン・ヤキッチ     | Kristijan Jakić   | 1997年5月14日（25歳）  | 4      | フランクフルト               |

## 歴代選手

### 主要大会のメンバー
| - FIFAワールドカップ - 1998 FIFAワールドカップ参加チーム - 2002 FIFAワールドカップ参加チーム - 2006 FIFAワールドカップ参加チーム - 2014 FIFAワールドカップ参加チーム - 2018 FIFAワールドカップ参加チーム - 2022 FIFAワールドカップ参加チーム | - UEFA欧州選手権 - UEFA EURO 2004参加チーム - UEFA EURO 2008参加チーム - UEFA EURO 2012参加チーム - UEFA EURO 2016参加チーム - UEFA EURO 2020参加チーム |

### 主な代表選手
| - GK - スティペ・プレティコサ 1999-2014 - ダニエル・スバシッチ 2009-2018 - ドミニク・リヴァコヴィッチ 2017- | - DF - イゴール・シュティマツ 1990-2002 - スラベン・ビリッチ 1992-1999 - ズヴォニミル・ソルド 1994-2002 - ダリオ・シミッチ 1996-2008 - イゴール・トゥドール 1997-2006 - ロベルト・コヴァチ 1999-2009 - ヨシプ・シムニッチ 2001-2013 - マルコ・バビッチ 2002-2008 - ダリヨ・スルナ 2002-2016 - ヴェドラン・チョルルカ 2006-2018 - デヤン・ロヴレン 2009-2023 - ドマゴイ・ヴィダ 2010- - イヴァン・ストリニッチ 2010-2019 - シメ・ヴルサリコ 2011-2022 - ヨシプ・ユラノヴィッチ 2017- - ヨシュコ・グヴァルディオール 2021- |

| - MF - アリョシャ・アサノヴィッチ 1990-2000 - ロベルト・ヤルニ 1990-2002 - ズボニミール・ボバン 1992-1999 - ロベルト・プロシネチキ 1993-2002 - ニコ・コヴァチ 1996-2008 - イェルコ・レコ 2002-2009 - ニコ・クラニチャール 2004-2013 - ダニエル・プラニッチ 2004-2015 - ルカ・モドリッチ 2006- - イヴァン・ラキティッチ 2007-2019 - オグニェン・ヴコイェヴィッチ 2007-2014 - ミラン・バデリ 2010-2021 - マテオ・コヴァチッチ 2013- - マルセロ・ブロゾヴィッチ 2014- | - FW - ダヴォール・シューケル 1992-2002 - ゴラン・ヴラオヴィッチ 1992-2002 - アレン・ボクシッチ 1993-2002 - ミラン・ラパイッチ 1994-2007 - マリオ・スタニッチ 1995-2003 - ムラデン・ペトリッチ 2001-2013 - イヴィツァ・オリッチ 2002-2015 - ダド・プルショ 2003-2006 - イヴァン・クラスニッチ 2004-2011 - エドゥアルド・ダ・シルバ 2004-2014 - マリオ・マンジュキッチ 2007-2018 - ニコラ・カリニッチ 2008-2018 - ニキツァ・イェラヴィッチ 2009-2014 - イヴァン・ペリシッチ 2011- - アンテ・レビッチ 2013- - アンドレイ・クラマリッチ 2014- |

## 歴代記録

### 出場数ランキング

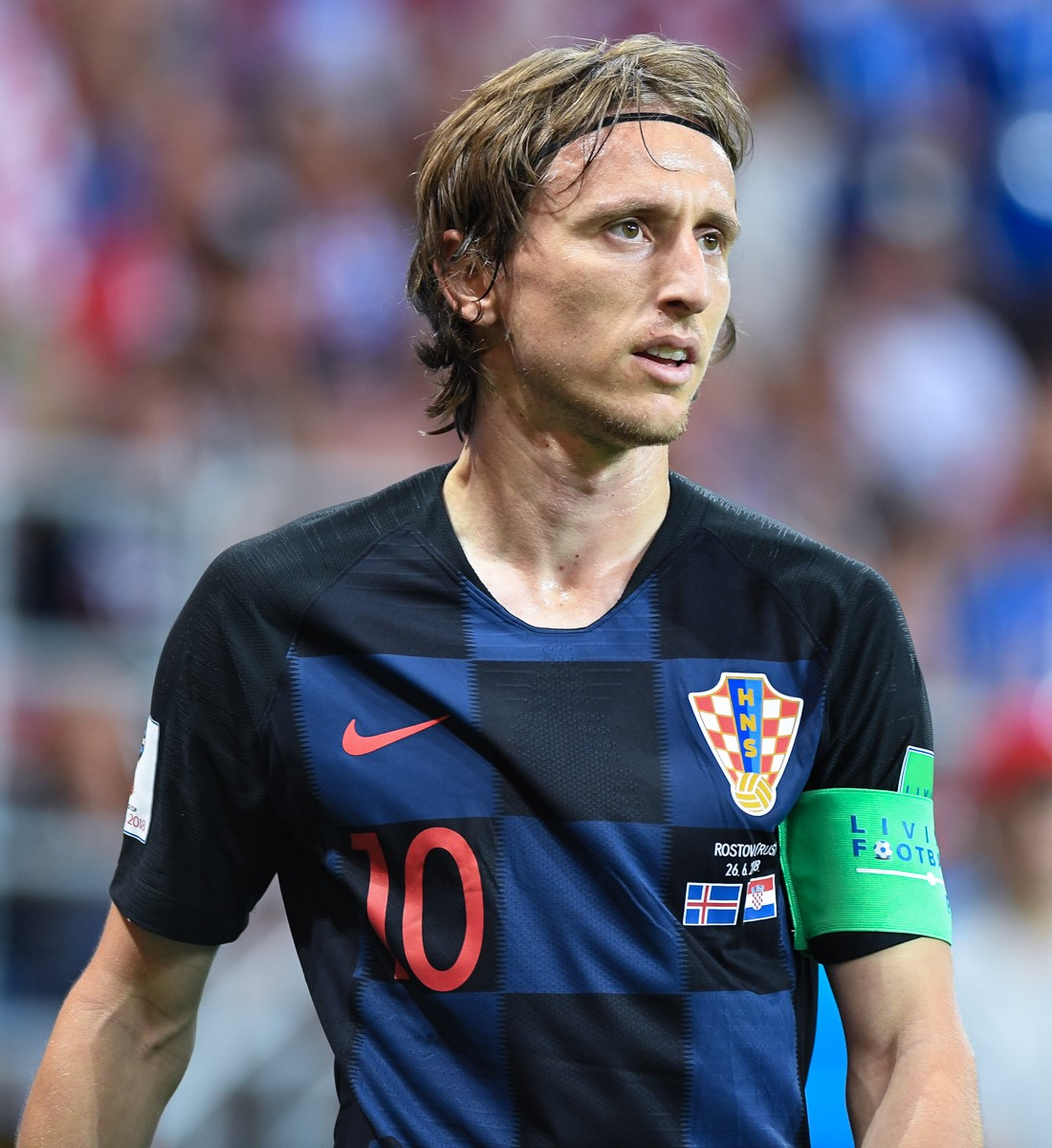
最多出場者であるルカ・モドリッチ

2024年7月10日時点
| 順位 | 名前                   | 出場 | 得点 | 期間      |
| ---- | ---------------------- | ---- | ---- | --------- |
| 1    | ルカ・モドリッチ       | 178  | 25   | 2006-     |
| 2    | ダリヨ・スルナ         | 134  | 22   | 2002-2016 |
| 2    | イヴァン・ペリシッチ   | 134  | 33   | 2011-     |
| 4    | スティペ・プレティコサ | 114  | 0    | 1999-2014 |
| 5    | イヴァン・ラキティッチ | 106  | 15   | 2007-2019 |
| 6    | ドマゴイ・ヴィダ       | 105  | 4    | 2010-     |
| 6    | ヨシプ・シムニッチ     | 105  | 3    | 2001-2013 |
| 8    | マテオ・コヴァチッチ   | 104  | 5    | 2013-     |
| 8    | イヴィツァ・オリッチ   | 104  | 20   | 2002-2015 |
| 10   | ヴェドラン・チョルルカ | 103  | 4    | 2006-2018 |

### 得点数ランキング

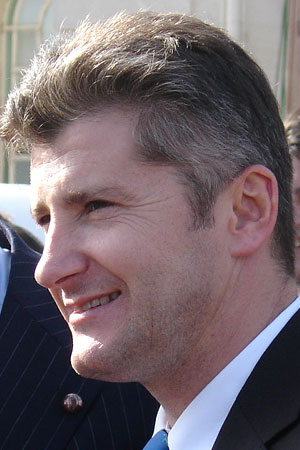
最多得点者であるダヴォール・シューケル

2024年7月10日時点
| 順位 | 名前                       | 得点 | 出場 | 期間      |
| ---- | -------------------------- | ---- | ---- | --------- |
| 1    | ダヴォール・シューケル     | 45   | 69   | 1992-2002 |
| 2    | マリオ・マンジュキッチ     | 33   | 89   | 2007-2018 |
| 2    | イヴァン・ペリシッチ       | 33   | 134  | 2011-     |
| 4    | エドゥアルド・ダ・シルヴァ | 29   | 64   | 2004-2014 |
| 4    | アンドレイ・クラマリッチ   | 29   | 96   | 2014-     |
| 6    | ルカ・モドリッチ           | 26   | 178  | 2006-     |
| 7    | ダリヨ・スルナ             | 22   | 134  | 2002-2016 |
| 8    | イヴィツァ・オリッチ       | 20   | 104  | 2002-2015 |
| 9    | ニコ・クラニチャール       | 16   | 81   | 2004-2013 |
| 10   | ゴラン・ヴラオヴィッチ     | 15   | 51   | 1992-2002 |
| 10   | イヴァン・ラキティッチ     | 15   | 106  | 2007-2019 |
| 10   | ニコラ・カリニッチ         | 15   | 42   | 2008–2018 |